# رون ميلر (لاعب كرة قدم أمريكية)
رون ميلر (بالإنجليزية: Ron Miller) هو لاعب كرة قدم أمريكية أمريكي، ولد في 19 أغسطس 1939 في ليونز في الولايات المتحدة.

## وصلات خارجية
- رون ميلر على موقع مرجع كرة القدم المحترفة.كوم (الإنجليزية)